# Carla Scolari
Carla Scolari est une architecte et designer italienne, participant au mouvement du design radical. Elle a contribué notamment à la création de l'iconique fauteuil gonflable Blow.

## Biographie
Carla Scolari est née à Marchirolo (province de Varèse) le 3 août 1937. Elle a étudié à l'école polytechnique de Milan et obtient son diplôme en 1961. 
Par la suite, elle travaille avec les architectes Ernesto Griffini et Dario Montagni. Elle épouse l'architecte Paolo Lomazzi avec qui elle fonde en 1963 le Studio Lomazzi-Scolari. Ils sont rejoints par Jonathan De Pas et Donato D'Urbino. 
Carla Scolari travaille sur de nombreux projets de décoration intérieure, de stands d'exposition et de concours, en particulier le design de meubles modulaires pour enfants comme le prototype de la maison préfabriquée en bois pour la société LIGNA exposée à Trieste et la Villa Presazzi à Marchirolo.
L'association De Pas - D'Urbino - Lomazzi (it) (DDL) naît en 1966 avec la collaboration de Carla Scolari, Vittorio Bozzoli et, de 1967 à 1969, également Vittorio Decursu. Ils s'occupent d'architecture, architecture intérieure, développement urbain et design industriel, se distinguant par une approche non conventionnelle et ironique du design, marquée par les tendances pop des années 60. Le groupe DDL est un des représentants importants du design radical. Ils travaillent notamment pour les firmes Acerbis, Artemide, Cassina, Poltronova, Zanotta ,,.
Après 1970, après une réflexion critique, Carla Scolari choisit de consacrer son engagement éthique, social et politique à l'enseignement. Une fois retraitée, elle retourne travailler pour un cabinet d'architectes à Varèse.

### Chaise gonflable Blow
L' œuvre la plus emblématique créée par Carla Scolari Jonathan De Pas, Donato D'Urbino et Paolo Lomazzi est certainement la chaise gonflable Blow de 1967.
Meuble iconique des années 1960, la chaise Blow est la première chaise gonflable produite industriellement avec un succès commercial. Les concepteurs se sont inspirés de structures architecturales pneumatiques comme le pavillon gonflable de l'architecte Frei Otto pour le festival des jardins de 1958 à Rotterdam ainsi que des canots pneumatiques. La chaise est en PVC transparent assemblé par thermocollage. Elle a été présentée au Salon du meuble de Milan en 1968. Elle est fabriquée en série par la société italienne Zanotta. Facile à monter et à transporter, bon marché, il s'en est vendu des dizaines de milliers d'exemplaires en quelques années. Des problèmes techniques sont toutefois apparus avec la soudure et le vieillissement du PVC. Blow reste un symbole du changement dans le design, en lien avec les changements socioculturels de l'époque et en lien avec la pop culture,.
Des œuvres de Carla Scolari se trouvent au Cooper Hewitt, Smithsonian Design Museum de New York, au Vitra Design Museum de Weil am Rhein, à l'Art Institute de Chicago, au Victoria and Albert Museum de Londres, au Designmuseum Brussels, au Museum für Gestaltung de Zürich.

## Expositions
- 2008 : Design Cities, Istanbul Modern, Istanbul[10]
- 2013 : Pop Art Design, Moderna Museet, Stockholm [11]
- 2018 : Happyblowday, Ecole polytechnique de Milan[12]